# Bazac
Bazac est une commune du Sud-Ouest de la France, située dans le département de la Charente (région Nouvelle-Aquitaine).

## Géographie

### Localisation et accès
Bazac est une commune située à l'extrémité sud du département de la Charente. Elle est limitrophe avec le département de la Dordogne et à 3,5 km de la Charente-Maritime.
Elle est située à 4,7 km au sud de Chalais, le chef-lieu de son canton, et à 48 km d'Angoulême. Elle est aussi à  9 km de La Roche-Chalais, 7 km de Saint-Aulaye, 10 km d'Aubeterre-sur-Dronne, 23 km de Ribérac, 65 km de Bordeaux.
La route la plus importante est la D 674, route d'Angoulême à Libourne, qui traverse la commune du nord au sud et passe à l'ouest du bourg à 1 km. Le bourg est aussi desservi par la D 78 qui longe la rive droite de la Dronne en direction d'Aubeterre au nord et Saint-Aigulin au sud.
La gare la plus proche est celle de Chalais, desservie par des TER à destination d'Angoulême et de Bordeaux.

### Hameaux et lieux-dits
Le bourg de Bazac, assez petit, touche le hameau du Rouchard. Plus à l'ouest, sur la route d'Angoulême à Libourne, on trouve la Chebrolerie jouxtant le hameau du Grélis (commune de Saint-Avit).
Le hameau de Matignon est situé au sud de la commune, qui compte aussi de nombreux lieux-dits et fermes : Caillaud, la Sicaudrie, le Logis de Chamberlane où est situé le cimetière, le Moulin de Chamberlane sur la Dronne, la Font de Bazac, Périchon, Baudin, Cybard, Rebet, Château-Guyon, etc., ainsi que le château de Bellevue au nord.

### Communes limitrophes
Bazac est limitrophe de quatre autres communes, dont une dans en Dordogne. Au nord-ouest, le territoire communal n'est distant que d'environ 200 mètres de la commune de Rioux-Martin.
|          | Saint-Avit | Saint-Quentin-de-Chalais   |
| Médillac | Bazac      |                            |
|          |            | Parcoul-Chenaud (Dordogne) |

### Géologie et relief
La partie nord de la commune est occupée par le Campanien (Crétacé supérieur), calcaire crayeux qui occupe une grande partie du Sud Charente. Cette formation est toutefois recouverte par des alluvions anciennes, sable et galets parfois enrobés d'argile comme au bourg, datant du Quaternaire. Les vallées (Tude et Dronne) sont occupées par des alluvions plus récentes (partie inondable, et basses terrasses),,.
Le relief de la commune est celui d'un plateau parfois pentu compris entre les vallées de la Tude et de la Dronne, qui se termine en vallée commune et allongée jusqu'à leur confluent. Le point culminant est à une altitude de 121 m, situé à l'extrémité nord de la commune en haut du bourg de Saint-Avit. Le point le plus bas est à 25 m, situé au confluent. Le bourg de Bazac, dominant la vallée de la Dronne, est à 75 m d'altitude.

### Hydrographie

#### Réseau hydrographique

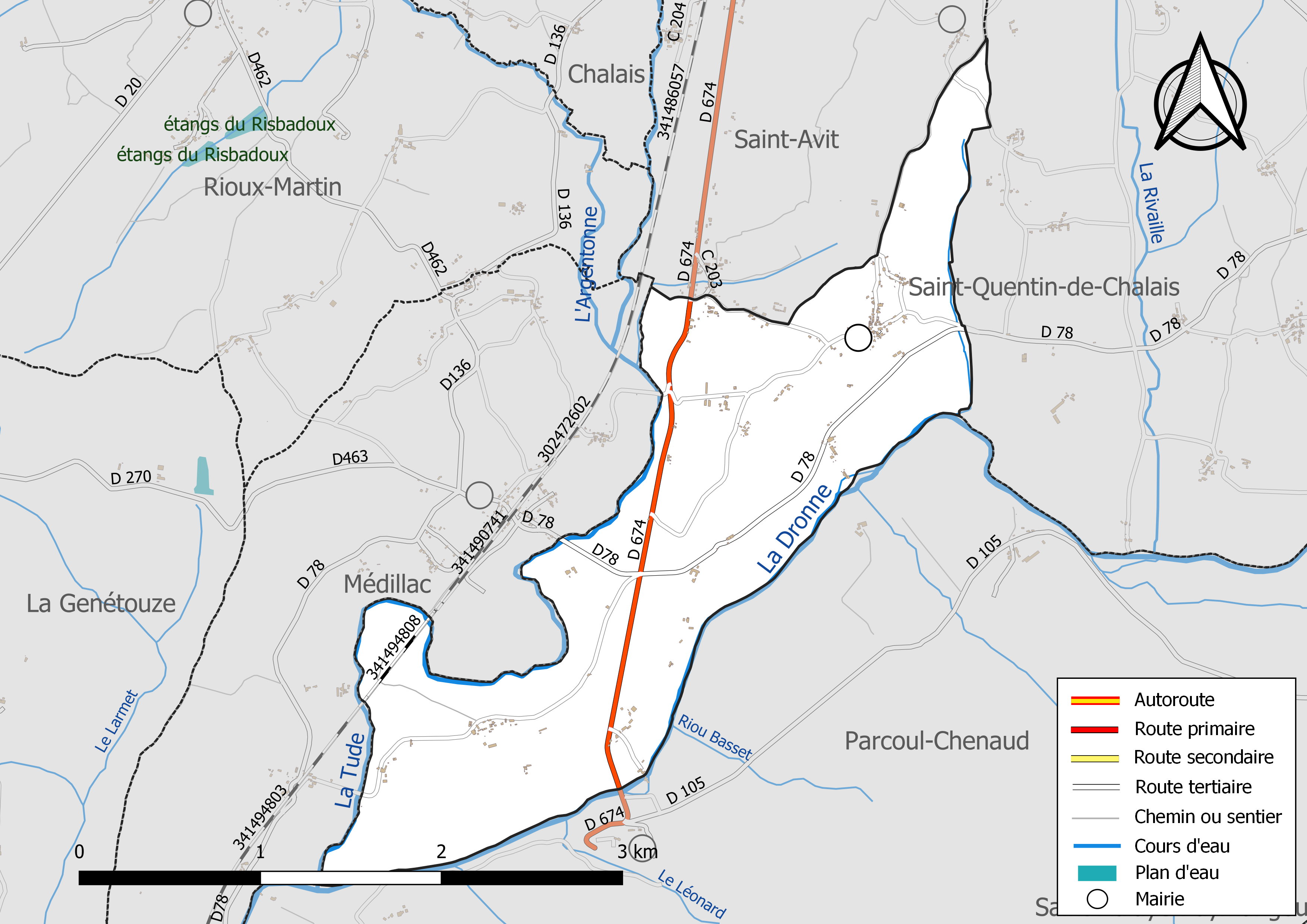
Réseaux hydrographique et routier de Bazac.

La commune est située dans  le bassin de la Dordogne au sein  du Bassin Adour-Garonne. Elle est drainée par la Dronne, la Tude, un bras de la Dronne, le riou Basset et par un petit cours d'eau, qui constituent un réseau hydrographique de 5 km de longueur totale,.
La Dronne borde la commune à l'est et constitue la limite départementale avec le département de la Dordogne. D'une longueur totale de 200,56 km, elle prend sa source en Haute-Vienne dans la commune de Bussière-Galant et se jette dans l'Isle en Gironde à Sablons, après avoir traversé 51 communes.
La Tude, d'une longueur totale de 43,3 km, prend sa source dans la commune de Boisné-La Tude et se jette  dans la Dronne à Parcoul-Chenaud, après avoir traversé 15 communes. Elle constitue une limite séparative avec la commune de Médillac. Le confluent marque l'extrémité sud de la commune.

#### Gestion des cours d'eau
Le territoire communal est couvert par le schéma d'aménagement et de gestion des eaux (SAGE) « Isle - Dronne ». Ce document de planification, dont le territoire regroupe les bassins versants de l'Isle et de la Dronne, d'une superficie de 7 500 km2, a été approuvé le 2 août 2021. La structure porteuse de l'élaboration et de la mise en œuvre est l'établissement public territorial de bassin de la Dordogne (EPIDOR). Il définit sur son territoire les objectifs généraux d’utilisation, de mise en valeur et de protection quantitative et qualitative des ressources en eau superficielle et souterraine, en respect des objectifs de qualité définis dans le troisième SDAGE  du Bassin Adour-Garonne qui couvre la période 2022-2027, approuvé le 10 mars 2022.

### Climat
Comme dans les trois quarts sud et ouest du département, le climat est océanique aquitain.

### Limite dialectale
La commune est dans la langue d'oïl, et marque la limite avec le domaine occitan (à l'est).

### Milieux naturels et biodiversité

#### Natura 2000
Bordé à l'ouest par la Tude, le territoire communal est concerné par le site Vallée de la Tude, identifié dans le réseau Natura 2000 comme important pour la conservation d'espèces animales européennes menacées,.
Seize espèces animales inscrites à l'annexe II de la directive 92/43/CEE de l'Union européenne y ont été répertoriées.
- un amphibien : le Sonneur à ventre jaune (Bombina variegata) ;
- un crustacé, l'Écrevisse à pattes blanches (Austropotamobius pallipes) ;
- six insectes : l'Agrion de Mercure (Coenagrion mercuriale), le Cerf-volant (mâle) ou la Grande biche (femelle) (Lucanus cervus), la Cordulie à corps fin (Oxygastra curtisii), le Cuivré des marais (Lycaena dispar), le Damier de la succise (Euphydryas aurinia) et le Gomphe de Graslin (Gomphus graslinii) ;
- cinq mammifères : la Loutre d'Europe (Lutra lutra) et le Vison d'Europe (Mustela lutreola), et trois chauves-souris : la Barbastelle d'Europe (Barbastella barbastellus), le Murin à oreilles échancrées (Myotis emarginatus) et le Petit rhinolophe (Rhinolophus hipposideros) ;
- deux poissons : le Chabot fluviatile (Cottus perifretum) et la Lamproie de Planer (Lampetra  planeri) ;
- un reptile : la Cistude (Emys orbicularis).

Vingt-six autres espèces animales importantes y ont été recensées dont quatorze sont concernées par l'annexe IV de la directive habitats.

#### ZNIEFF
À Bazac, les vallées de la Dronne et de son affluent la Tude font partie de la ZNIEFF de type II nommée « Vallées de la Nizonne, de la Tude et de la Dronne en Poitou-Charentes »,.
Vingt-deux espèces déterminantes d'animaux y ont été répertoriées :
- un amphibien : la Rainette verte (Hyla arborea) ;
- un crustacé, l'Écrevisse à pattes blanches (Austropotamobius pallipes) ;
- cinq insectes dont trois lépidoptères : l'Azuré de la sanguisorbe (Phengaris teleius), le Cuivré des marais (Lycaena dispar) et le Fadet des laîches (Coenonympha oedippus) et deux odonates : l'Agrion de Mercure (Coenagrion mercuriale) et la Cordulie à corps fin (Oxygastra curtisii) ;
- sept mammifères : la Loutre d'Europe (Lutra lutra) et le Vison d'Europe (Mustela lutreola), ainsi que cinq chauves-souris : le Murin à moustaches (Myotis mystacinus), l'Oreillard roux (Plecotus auritus), la Pipistrelle de Kuhl (Pipistrellus kuhlii), le Petit rhinolophe (Rhinolophus hipposideros) et la Sérotine commune (Eptesicus serotinus) ;
- quatre oiseaux : l'Alouette lulu (Lullula arborea), le Martin-pêcheur d'Europe (Alcedo atthis), le Milan noir (Milvus migrans) et le Tarier des prés (Saxicola rubetra) ;
- trois poissons : le Chabot commun (Cottus gobio), la Lamproie de Planer (Lampetra  planeri) et le Toxostome (Parachondrostoma toxostoma) ;
- un reptile : la Cistude (Emys orbicularis).

Vingt-neuf autres espèces animales (quatre mammifères et vingt-cinq oiseaux) y ont été recensées.

## Urbanisme

### Typologie
Au 1er janvier 2024, Bazac est catégorisée commune rurale à habitat dispersé, selon la nouvelle grille communale de densité à 7 niveaux définie par l'Insee en 2022.
Elle est située hors unité urbaine et hors attraction des villes,.

### Occupation des sols
L'occupation des sols de la commune, telle qu'elle ressort de la base de données européenne d’occupation biophysique des sols Corine Land Cover (CLC), est marquée par l'importance des territoires agricoles (77,4 % en 2018), en diminution par rapport à 1990 (84,2 %). La répartition détaillée en 2018 est la suivante : 
zones agricoles hétérogènes (38 %), prairies (27,8 %), terres arables (11,6 %), forêts (8,9 %), milieux à végétation arbustive et/ou herbacée (8,1 %), zones urbanisées (5,7 %). L'évolution de l’occupation des sols de la commune et de ses infrastructures peut être observée sur les différentes représentations cartographiques du territoire : la carte de Cassini (XVIIIe siècle), la carte d'état-major (1820-1866) et les cartes ou photos aériennes de l'IGN pour la période actuelle (1950 à aujourd'hui).

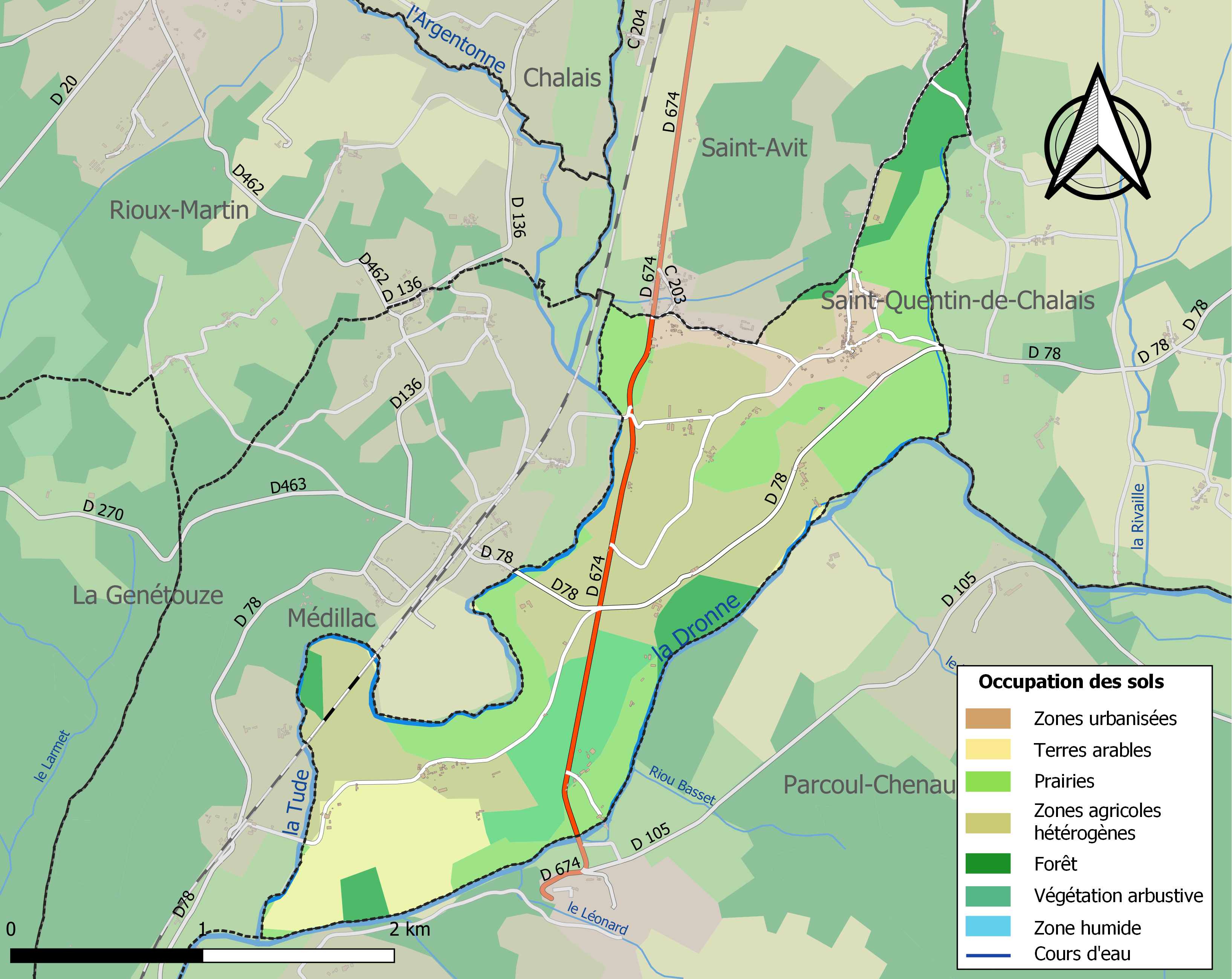
Carte des infrastructures et de l'occupation des sols de la commune en 2018 (CLC).

### Risques majeurs
Le territoire de la commune de Bazac est vulnérable à différents aléas naturels : météorologiques (tempête, orage, neige, grand froid, canicule ou sécheresse) et séisme (sismicité faible). Il est également exposé à un risque technologique,  le transport de matières dangereuses. Un site publié par le BRGM permet d'évaluer simplement et rapidement les risques d'un bien localisé soit par son adresse soit par le numéro de sa parcelle.

#### Risques naturels

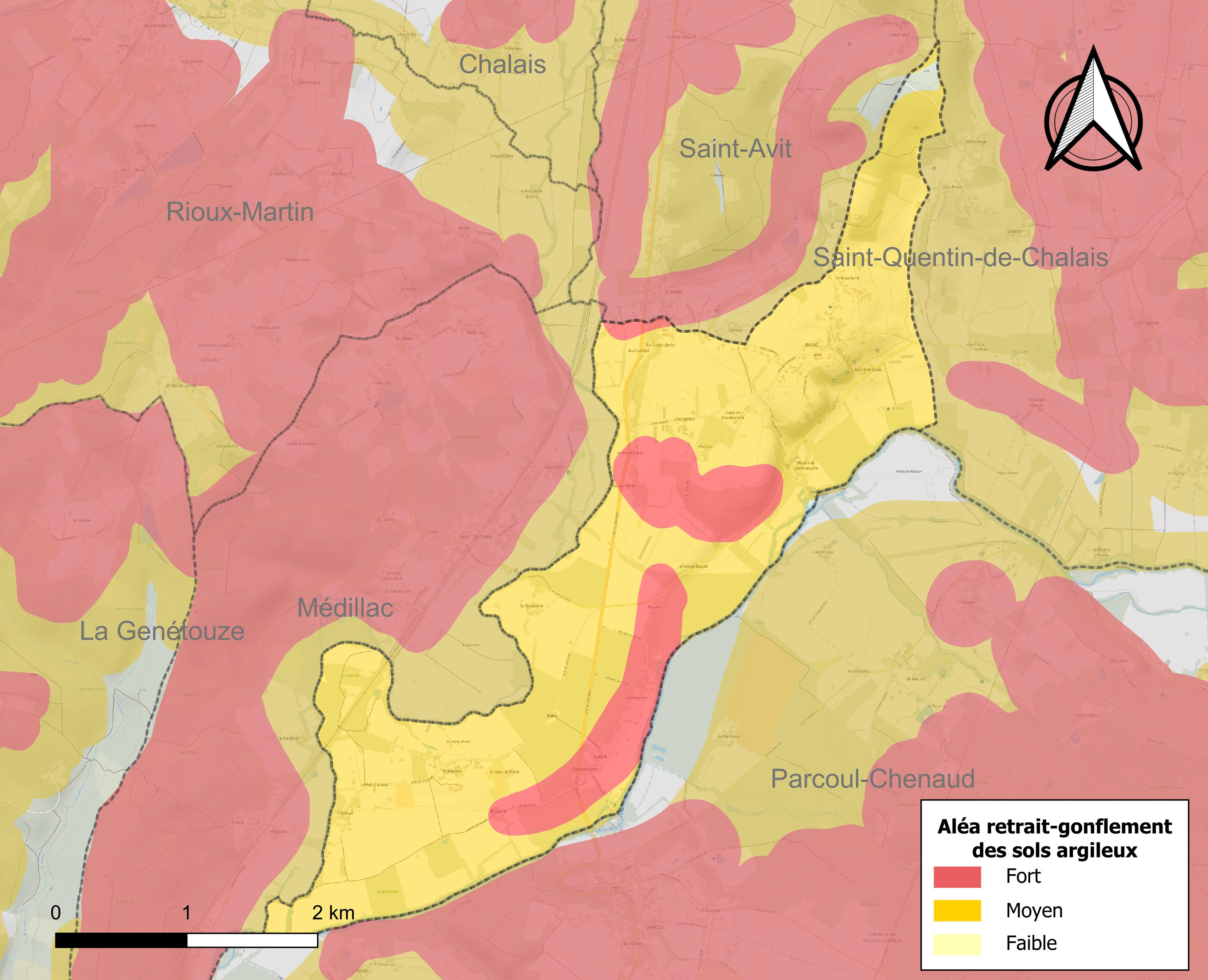
Carte des zones d'aléa retrait-gonflement des sols argileux de Bazac.

Le retrait-gonflement des sols argileux est susceptible d'engendrer des dommages importants aux bâtiments en cas d’alternance de périodes de sécheresse et de pluie. 99,4 % de la superficie communale est en aléa moyen ou fort (67,4 % au niveau départemental et 48,5 % au niveau national). Sur les 131 bâtiments dénombrés sur la commune en 2019,  131 sont en aléa moyen ou fort, soit 100 %, à comparer aux 81 % au niveau départemental et 54 % au niveau national. Une cartographie de l'exposition du territoire national au retrait gonflement des sols argileux est disponible sur le site du BRGM,.
Par ailleurs, afin de mieux appréhender le risque d’affaissement de terrain, l'inventaire national des cavités souterraines permet de localiser celles situées sur la commune.
La commune a été reconnue en état de catastrophe naturelle au titre des dommages causés par les inondations et coulées de boue survenues en 1982, 1983, 1993, 1999, 2012 et 2021. Concernant les mouvements de terrains, la commune a été reconnue en état de catastrophe naturelle au titre des dommages causés par la sécheresse en 2005 et 2009 et par des mouvements de terrain en 1999.

#### Risques technologiques
Le risque de transport de matières dangereuses sur la commune est lié à sa traversée par une ou des infrastructures routières ou ferroviaires importantes ou la présence d'une canalisation de transport d'hydrocarbures. Un accident se produisant sur de telles infrastructures est susceptible d’avoir des effets graves sur les biens, les personnes ou l'environnement, selon la nature du matériau transporté. Des dispositions d’urbanisme peuvent être préconisées en conséquence.

## Toponymie
Une forme ancienne du lieu est attestée est au Moyen Âge sous la forme Bezaco,.
Il s'agit d'une formation toponymique gallo-romaine basée sur *Batius (anthroponyme qui n'est pas attesté, variante hypothétique de Battius), nom de personne latin, suivi du suffixe -acum d'origine gauloise indiquant la propriété, d'où le sens global de « domaine de Batius »,.
Remarque : il existe un élément gaulois -bata / bat- que l'on rencontre dans le nom d'un type de gladiateur Andabata et dans batoro- « combattant » ?, c'est-à-dire *batoros « combattant », littéralement « batteur » que l'on rattache à la racine du latin battuō, -ere « battre » qui serait lui-même un emprunt au gaulois.

## Histoire
Le château de Bellevue (Saint-Avit), en limite de commune, était la demeure de la famille des comtes de Poncharail (ou Poncharal) de Pouillac dont plusieurs eurent leur part dans l'histoire de France. Sa châtellenie englobait une partie de Bazac et toute l'actuelle commune de Saint-Avit, et avait droit de haute, moyenne et basse justice.
Le fief de Chamberlane (alors orthographié Chamberlanne) fut concédé en 1479 par les princes de Chalais en faveur de Jean Dorciagne, et passa ensuite aux descendants de ce dernier, les de Jaubert, qui le possédèrent très longtemps. Aux élections de mars 1789, pour les États généraux à Saintes, l'un des descendants qui avaient émigré représentait le prince de Chalais, qui habitait Paris.

## Administration

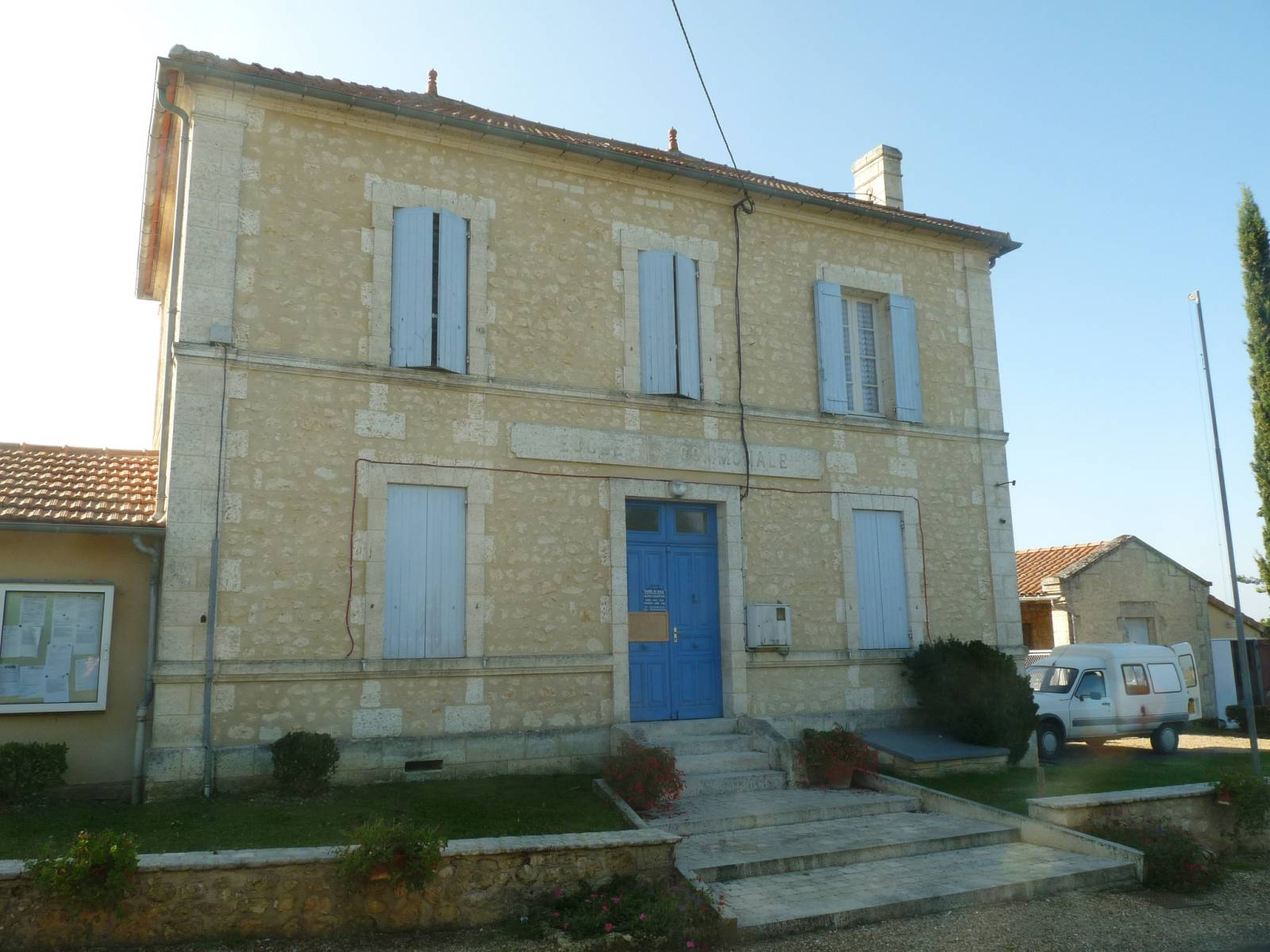
Mairie de Bazac

| Période                                  | Période   | Identité            | Étiquette | Qualité    |
| ---------------------------------------- | --------- | ------------------- | --------- | ---------- |
| 1995                                     | 2008      | Gilbert Lucas       |           |            |
| 2008                                     | mars 2014 | Catherine Constanty | SE        | Secrétaire |
| mars 2014                                | En cours  | Philippe Pellissier |           |            |
| Les données manquantes sont à compléter. |           |                     |           |            |

## Démographie

### Évolution démographique
L'évolution du nombre d'habitants est connue à travers les recensements de la population effectués dans la commune depuis 1793. Pour les communes de moins de 10 000 habitants, une enquête de recensement portant sur toute la population est réalisée tous les cinq ans, les populations de référence des années intermédiaires étant quant à elles estimées par interpolation ou extrapolation. Pour la commune, le premier recensement exhaustif entrant dans le cadre du nouveau dispositif a été réalisé en 2005.

En 2022, la commune comptait 147 habitants, en évolution de −0,68 % par rapport à 2016 (Charente : −0,48 %, France hors Mayotte : +2,11 %).
| 1793 | 1800 | 1806 | 1821 | 1831 | 1841 | 1846 | 1851 | 1856 |
| ---- | ---- | ---- | ---- | ---- | ---- | ---- | ---- | ---- |
| 381  | 364  | 369  | 376  | 395  | 400  | 433  | 433  | 427  |

| 1861 | 1866 | 1872 | 1876 | 1881 | 1886 | 1891 | 1896 | 1901 |
| ---- | ---- | ---- | ---- | ---- | ---- | ---- | ---- | ---- |
| 449  | 452  | 457  | 452  | 440  | 448  | 396  | 418  | 406  |

| 1906 | 1911 | 1921 | 1926 | 1931 | 1936 | 1946 | 1954 | 1962 |
| ---- | ---- | ---- | ---- | ---- | ---- | ---- | ---- | ---- |
| 461  | 439  | 367  | 355  | 333  | 350  | 341  | 283  | 283  |

| 1968 | 1975 | 1982 | 1990 | 1999 | 2005 | 2006 | 2010 | 2015 |
| ---- | ---- | ---- | ---- | ---- | ---- | ---- | ---- | ---- |
| 260  | 233  | 158  | 159  | 150  | 169  | 169  | 158  | 149  |

| 2020 | 2022 | - | - | - | - | - | - | - |
| ---- | ---- | - | - | - | - | - | - | - |
| 145  | 147  | - | - | - | - | - | - | - |

### Pyramide des âges
La population de la commune est relativement âgée.
En 2018, le taux de personnes d'un âge inférieur à 30 ans s'élève à 24,1 %, soit en dessous de la moyenne départementale (30,2 %). À l'inverse, le taux de personnes d'âge supérieur à 60 ans est de 39,3 % la même année, alors qu'il est de 32,3 % au niveau départemental.
En 2018, la commune comptait 75 hommes pour 69 femmes, soit un taux de 52,08 % d'hommes, largement supérieur au taux départemental (48,41 %).
Les pyramides des âges de la commune et du département s'établissent comme suit.
| Hommes | Classe d’âge | Femmes |
| ------ | ------------ | ------ |
| 1,3    | 90 ou +      | 0,0    |
| 10,5   | 75-89 ans    | 13,0   |
| 23,7   | 60-74 ans    | 30,4   |
| 21,1   | 45-59 ans    | 18,8   |
| 19,7   | 30-44 ans    | 13,0   |
| 14,5   | 15-29 ans    | 7,2    |
| 9,2    | 0-14 ans     | 17,4   |

| Hommes | Classe d’âge | Femmes |
| ------ | ------------ | ------ |
| 1      | 90 ou +      | 2,7    |
| 9,2    | 75-89 ans    | 12     |
| 20,6   | 60-74 ans    | 21,3   |
| 20,7   | 45-59 ans    | 20,3   |
| 16,8   | 30-44 ans    | 16     |
| 15,6   | 15-29 ans    | 13,4   |
| 16,1   | 0-14 ans     | 14,3   |

## Économie

### Agriculture
La viticulture occupe une petite partie de l'activité agricole. La commune est située dans les Bons Bois, dans la zone d'appellation d'origine contrôlée du cognac.

### Industrie
Après l'incendie de l'ancien moulin à blé de Chamberlanne, une minoterie a été construite en 1848. Après son arrêt vers 1970 elle a été transformée en atelier de fabrication de produits pour l'alimentation animale.
La minoterie située au moulin de Parcoul date, elle, du début du XXe siècle et a été transformée en logements.

## Culture locale et patrimoine

### Lieux et monuments

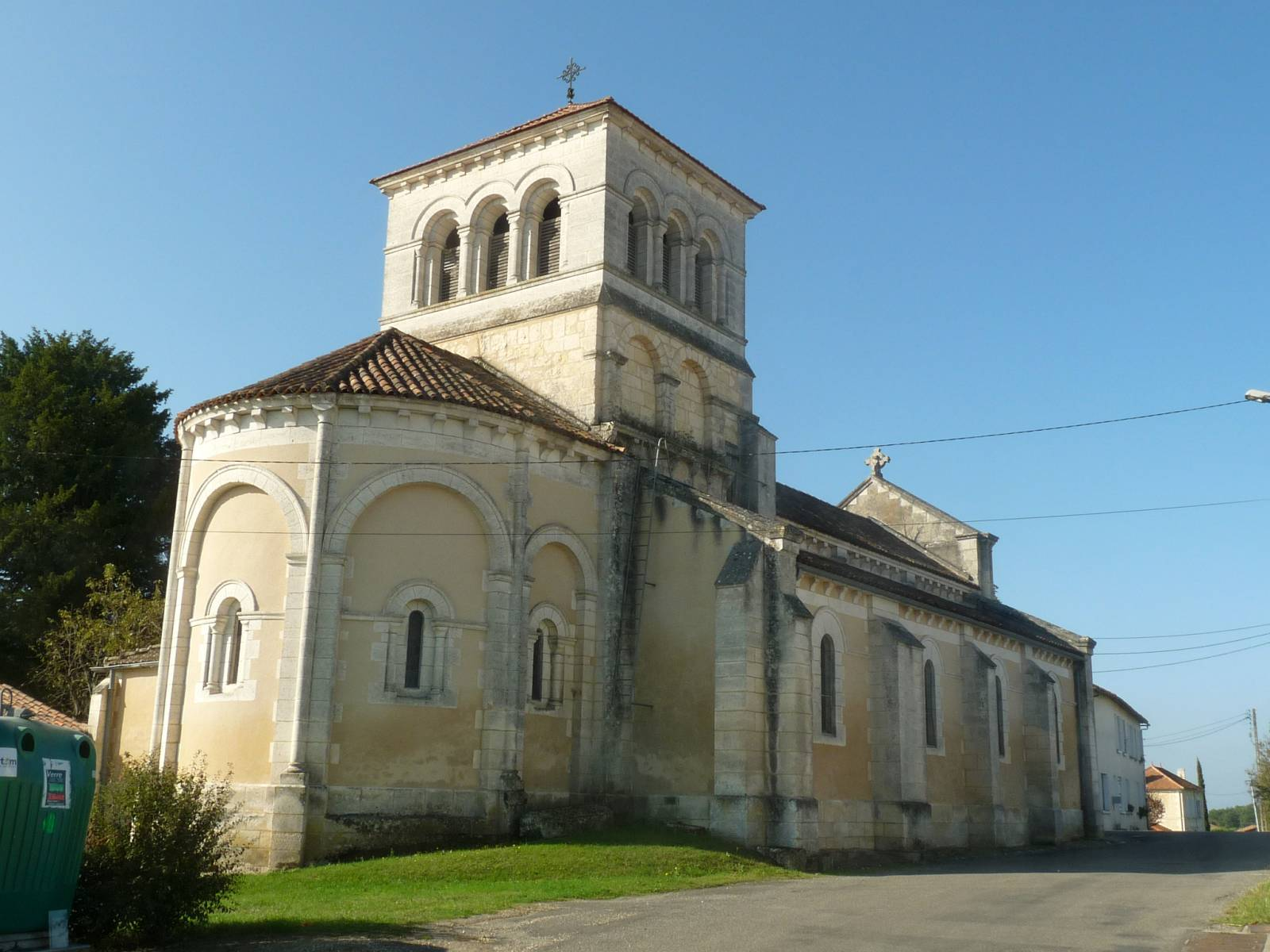
L'église Saint-Martin.

- L'église paroissiale Saint-Martin est romane et date du XIIe siècle. Initialement en forme de croix latine, elle fut équipée par la suite de deux bas-côtés par suite d'une forte fréquentation. L'ensemble a été restauré au XIXe siècle, en particulier un rehaussement de la nef, du clocher et des bas-côtés. Un fronton triangulaire coiffe la façade[41].
- Le château de Bellevue (en limite de commune).

### Héraldique
| Blason de Bazac | Blason  | Écartelé : au 1er d'or à un croissant de gueules, aux 2e et 3e d'azur à une jumelle d'argent à une roue à aubes d'or brochant sur le tout, au 4e d'or à un croissant de sable. |
| Blason de Bazac | Détails | Sous l'Ancien Régime, le territoire de la commune actuelle était composé de deux fiefs : celui de Bazac sous l'autorité de la famille des comtes de Poncharail et le fief de Chamberlane en faveur des de Jaubert (ces deux familles ont un croissant sur leurs armes). Au pied du village de Bazac se trouvent quatre sources et deux moulins sur les bords de la rivière, la Dronne. Le statut officiel du blason reste à déterminer. |